# STS-32
STS-32, voluit Space Transportation System-32, was een spaceshuttlemissie van de Columbia. Tijdens de missie werd een Syncom satelliet (Leasat 5) in een baan rond de aarde gebracht. Tevens werd de Long Duration Exposure Facility (LDEF) teruggehaald die eerder de ruimte in gebracht was tijdens STS-41-C.

## Bemanning
| Positie            | Lancering                           | Landing                             |                                  |
| ------------------ | ----------------------------------- | ----------------------------------- | -------------------------------- |
| Bevelhebber        | Daniel Brandenstein 3e ruimtevlucht | Daniel Brandenstein 3e ruimtevlucht |                                  |
| Piloot             | James Wetherbee 1e ruimtevlucht     | James Wetherbee 1e ruimtevlucht     |                                  |
| Missiespecialist 1 | Bonnie Dunbar 2e ruimtevlucht       | Bonnie Dunbar 2e ruimtevlucht       |                                  |
| Missiespecialist 2 | Marsha Ivins 1e ruimtevlucht        | Marsha Ivins 1e ruimtevlucht        | Marsha Ivins 1e ruimtevlucht     |
| Missiespecialist 3 | George David Low 1e ruimtevlucht    | George David Low 1e ruimtevlucht    | George David Low 1e ruimtevlucht |

## Media

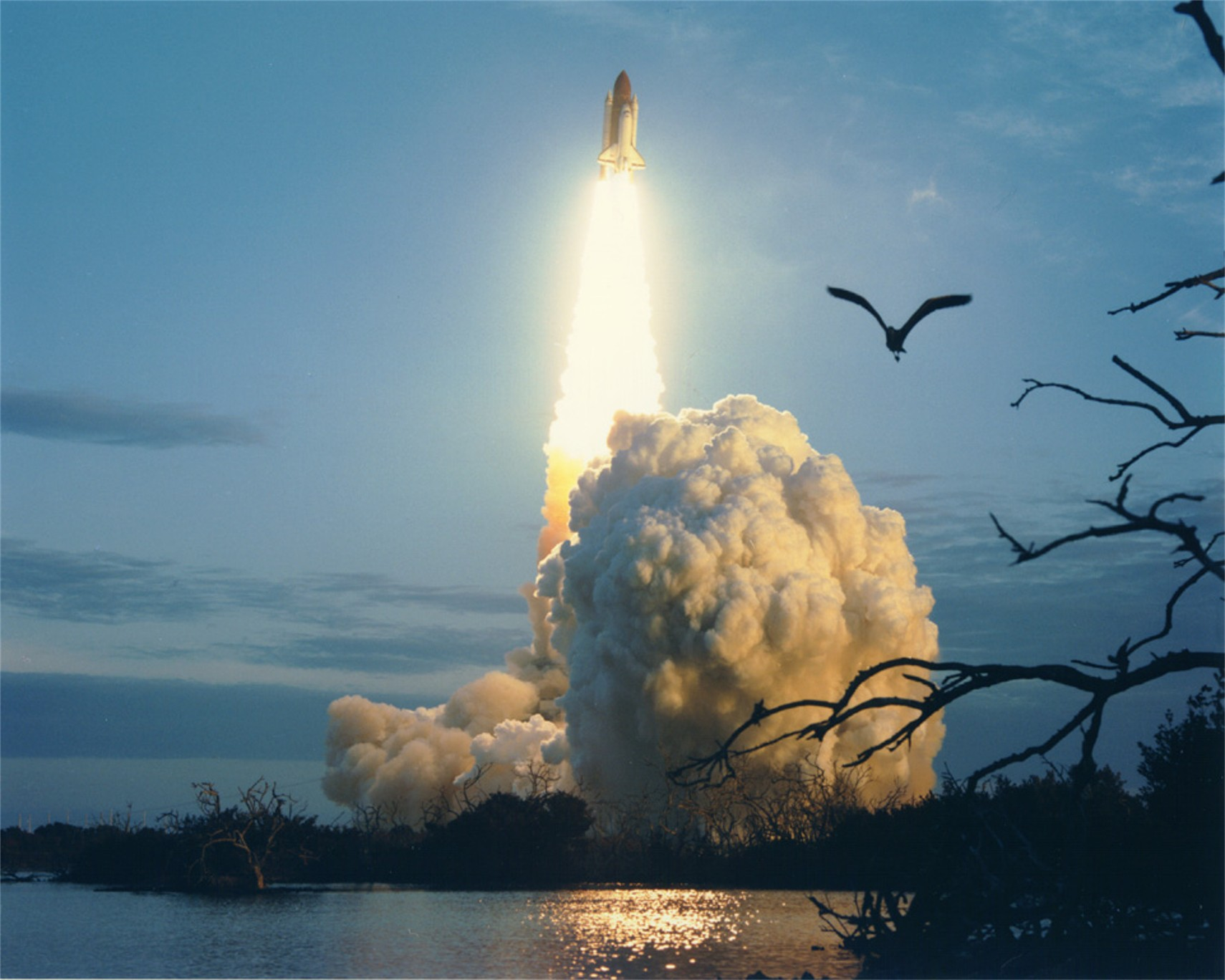
Lancering
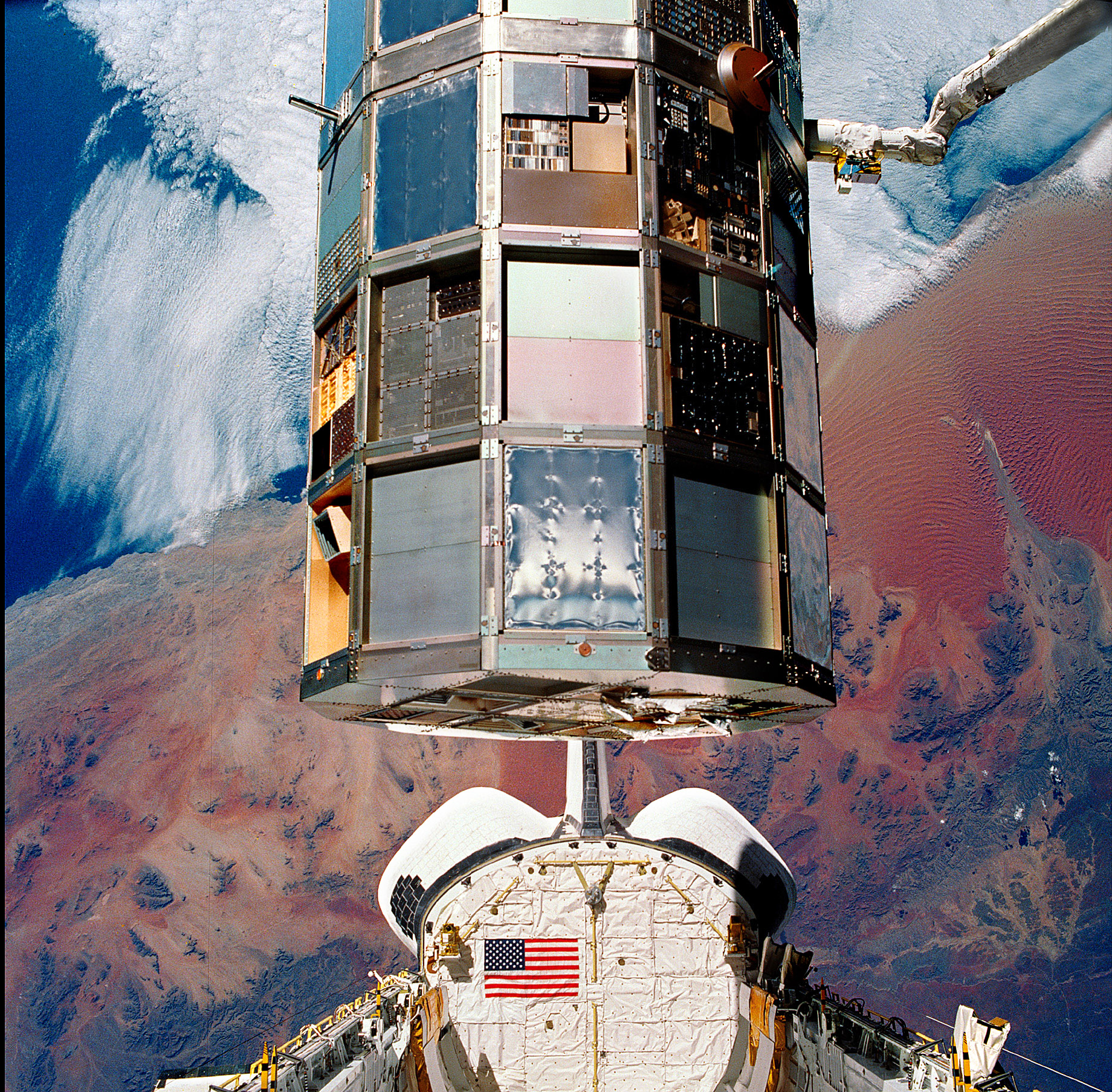
Columbia haalt de LDEF binnen